# 資源監視器
资源监视器（英語：Resource Monitor）是Microsoft Windows操作系统中的系统应用程序，可以实时显示有关硬件（CPU、内存、磁盘和网络）及软件（文件句柄和模块）资源的使用情况。资源监视器自带於Windows Vista及之后的操作系统中（在Windows Vista中，為可靠性和性能监视器的一部分）。用户可以执行resmon.exe启动该程序（仅Windows Vista中为perfmon.exe）。
资源监视器大量利用了Windows 2000引入的Windows事件跟踪（ETW）机制；计数器设置（事件跟踪会话）也被资源监视器用作提供日志。

## 功能
资源监视器窗口包括五个选项卡：
- 概述
- CPU

以列表显示显示进程、服务、关联的句柄、关联的模块；CPU使用率图表（每个核心单独显示）
- 内存

显示整体的物理内存消耗量和各个进程的消耗量；已用物理内存的图表，提交更改，以及硬中断/秒
- 磁盘

显示磁盘活动的进程，磁盘活动，以及存储；磁盘使用的图表（KB/秒）和磁盘队列长度
- 网络

显示网络活动的进程，网络活动，TCP连接，以及监听端口；网络使用的图表（每个适配器单独显示）和TCP连接

## 启动此应用程序的方法
- 选择开始按钮→输入以搜索“资源监视器”。
- 启动Windows任务管理器→选择“性能”选项卡→点击左下角的“打开资源监视器”链接。
- 选择开始按钮→所有程序→辅助程序→系统工具→资源监视器。
- %windir%\system32\perfmon.exe /res
- %windir%\system32\resmon.exe